# Samuel Cronander
Samuel Cronander, född i november 1719 i Aringsås eller Skatelöv, död den 10 april 1801 i Växjö, var en svensk präst, gymnasielärare och kommunalpolitiker.

## Biografi
Cronander, som var bondson men på mödernet tillhörde prästsläkten Wiesel, inskrevs som elev vid Växjö skola den 10 december 1730 och vid Växjö gymnasium 1738. Han blev student vid Lunds universitet den 27 september 1742 och disputerade den 8 april 1747 (Dissertatio juris ecclesiastici de legitima ministrorum ecclesiae vocatione; preses Daniel Nehrman) och den 5 maj 1748 (Dissertatio gradualis de jure nondum natorum; preses Johan Nelander). Han promoverades till filosofie magister den 21 juni 1748 och blev amanuens vid Lunds universitetsbibliotek den 9 april 1748 samt docent i filosofiska fakulteten den 27 december samma år.
Cronander talade på svensk vers å universitetets vägnar i juli 1750 till firande av prins Fredrik Adolfs födelse och i november 1751 vid högtidlighållandet av Adolf Fredriks och Lovisa Ulrikas kröning. Han blev adjunkt i filosofiska fakulteten vid Lunds universitet den 26 juni 1753 och förordnades att förestå de teologiska stipendiaternas övningar 1757 och 1759.  Adjunkt i juridiska fakulteten blev han den 24 januari 1758 och uppfördes därefter på sävål professors- som borgmästarförslag. Han blev juris doktor vid jubelfesten i Lund 27 juni 1768.
Efter upprepade misslyckandes att nå befordran avbröt han den akademiska karriären och sökte sig tillbaka till sin gamla skolstad. Efter att först ha gått miste om lektoratet i grekiska, till vilket han visserligen utsågs av domkapitlet men där regeringen utnämnde en annan efter överklagande, blev han eloquentiae et poeseos lector vid Växjö gymnasium den 23 april 1771. Efter prästexamen den 8 februari 1772 prästvigdes han i Växjö den 25 februari. Han blev andre teologie lektor samt kyrkoherde i Öjaby och Härlövs församlingars pastorat 1773 och bibehöll detta prebendepastorat även efter att 1775 ha blivit förste teologie lektor.
Cronander blev kontraktsprost i Norrvidinge 1776, var preses vid prästmötet 1778 och blev prost i Allbo kontrakt 1779. Han uppfördes på andra förslagsrummet till biskop i Växjö stift 1787 (och ännu en gång vid åttio års ålder 1800). Han blev domprost där med Nöbbele och Torsås församlingars pastorat som prebende 1789 och prost i Kinnevalds kontrakt samma år.  Han blev teologie doktor vid jubelfesten i Uppsala den 6 juni 1793 och ledamot av Nordstjärneorden 1800.
Cronander gifte sig den 7 mars 1775 med Katarina Maria Apiarie (född den 20 mars 1754, död den 5 oktober 1810), dotter till apotekaren Fredrik Vilhelm Apiarie i Växjö och 1804 omgift med häradshövdingen, lagmannen Johan Bergencreutz. Hilding Pleijel avslutar sin biografi i Svenskt Biografiskt Lexikon: "Som teolog och kyrkoman intog C. en konservativ hållning. Han åtnjöt stort förtroende bland ämbetsbröderna i stiftet, varom de båda biskopsförslagen buro vittne, men han synes icke ha utövat något större andligt inflytande på dem."